# Guatiza
Guatiza är en ort i Spanien.   Den ligger i provinsen Provincia de Las Palmas och regionen Kanarieöarna, i den sydvästra delen av landet, 1 500 km sydväst om huvudstaden Madrid. Guatiza ligger 100 meter över havet och antalet invånare är 812. Den ligger på ön Lanzarote.
Terrängen runt Guatiza är kuperad åt nordväst, men åt sydost är den platt. Havet är nära Guatiza österut. Närmaste större samhälle är Arrecife, 14,0 km sydväst om Guatiza. Omgivningarna runt Guatiza är i huvudsak ett öppet busklandskap.